# Chris McGuthrie
Chris McGuthrie (9 juni 1974) is een voormalig Amerikaans basketballer. McGuthrie speelde meestal als point guard, en is 1.75 m groot. Zijn nickname was Mighty Mouse, vanwege zijn geringe lengte en snelheid.

## Carrière
Na vier jaar op college voor Mount St. Mary's gespeeld te hebben begon zijn professionele loopbaan in 1997. Na een periode in Israël kwam hij in 1998 naar Nederland, om voor Rotterdam Basketbal te gaan spelen. Voor het opvolgende seizoen tekende hij bij de Ricoh Astronauts uit Amsterdam, waar hij zou blijven tot 2003 en meerdere prijzen mee binnen zou slepen. Na anderhalf jaar in Spanje en Kroatië keerde hij in 2004 terug in de Eredivisie. Hij speelde twee seizoenen voor de MPC Capitals uit Groningen, daarna zette hij een punt achter zijn carrière.

## Erelijst
- 4x Landskampioen (1999, 2000, 2001, 2002)
- NBB-Beker (1999)

Individuele prijzen
- MVP (2001)
- 2x All-Star Game MVP (1998, 2000)